# 横浜市立戸塚小学校
横浜市立戸塚小学校（よこはましりつ とつかしょうがっこう）は、神奈川県横浜市戸塚区戸塚町にある市立小学校。

## 概要
東海道戸塚宿の本陣澤辺家内にあった寺子屋を前身とし、1873年創立。寺子屋時代を含めると横浜市立小学校の中では最古に属する。
順次、横浜市立東戸塚小学校、南戸塚小学校、矢部小学校、汲沢小学校が分離創立された。戸塚高等女学校（現・横浜市立戸塚高等学校）や、横浜市立戸塚中学校も、かつて同校の敷地内にあった。柏尾川が、隣に流れる。川もかつては流れていた。

## 沿革
- 1873年（明治6年）6月1日 - 開校、富塚学舎と称する。
- 1927年（昭和2年）6月1日 - 現在地に新校舎新築・完成。
- 1939年（昭和14年）4月1日 - それまでの鎌倉郡戸塚町の横浜市への合併に伴い、神奈川県横浜市立戸塚尋常小学校となる。
- 1941年（昭和16年）4月1日 - 国民学校令により戸塚国民学校と改称。
- 1947年（昭和22年）4月1日 - 学制改革により横浜市立戸塚小学校と改称。
- 1951年（昭和26年）10月22日 - 東戸塚小学校が分離独立。
- 1964年（昭和39年）9月1日 - 汲沢小学校分離独立。
- 1970年（昭和45年）9月3日 - 矢部小学校分離独立。
- 1971年（昭和46年）9月2日 - 南戸塚小学校分離独立。